# Aknystos
Aknystos – wieś na Litwie, w okręgu uciańskim, w rejonie oniksztyńskim.
Według danych ze spisu powszechnego w 2001 roku we wsi mieszkało 441 osób. Według danych z 2011 roku wieś była zamieszkiwana przez 238 osób – 111 kobiet i 127 mężczyzn.